# Siegfried Bing

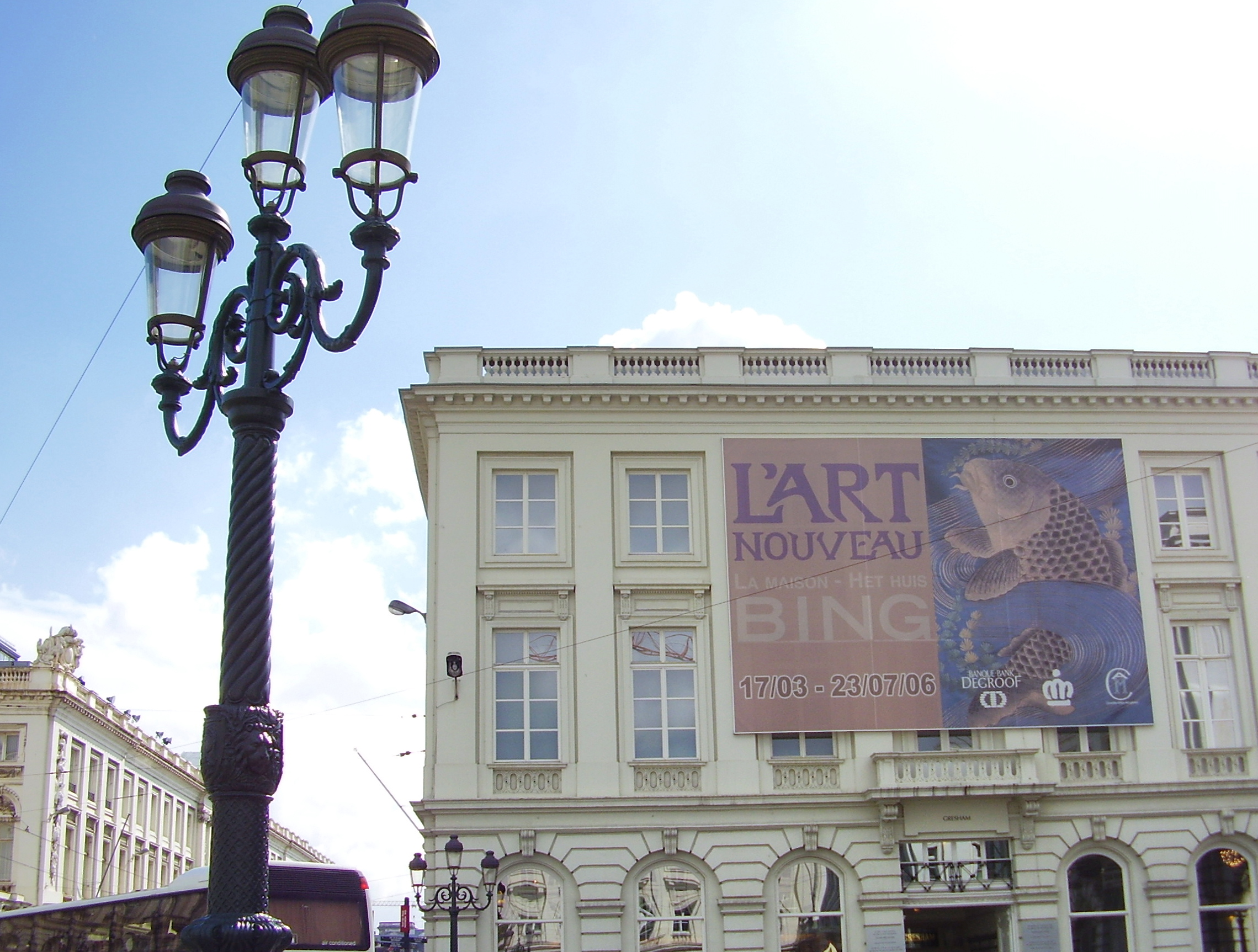
Exposition La Maison Bing – L’Art Nouveau (Brüssel)

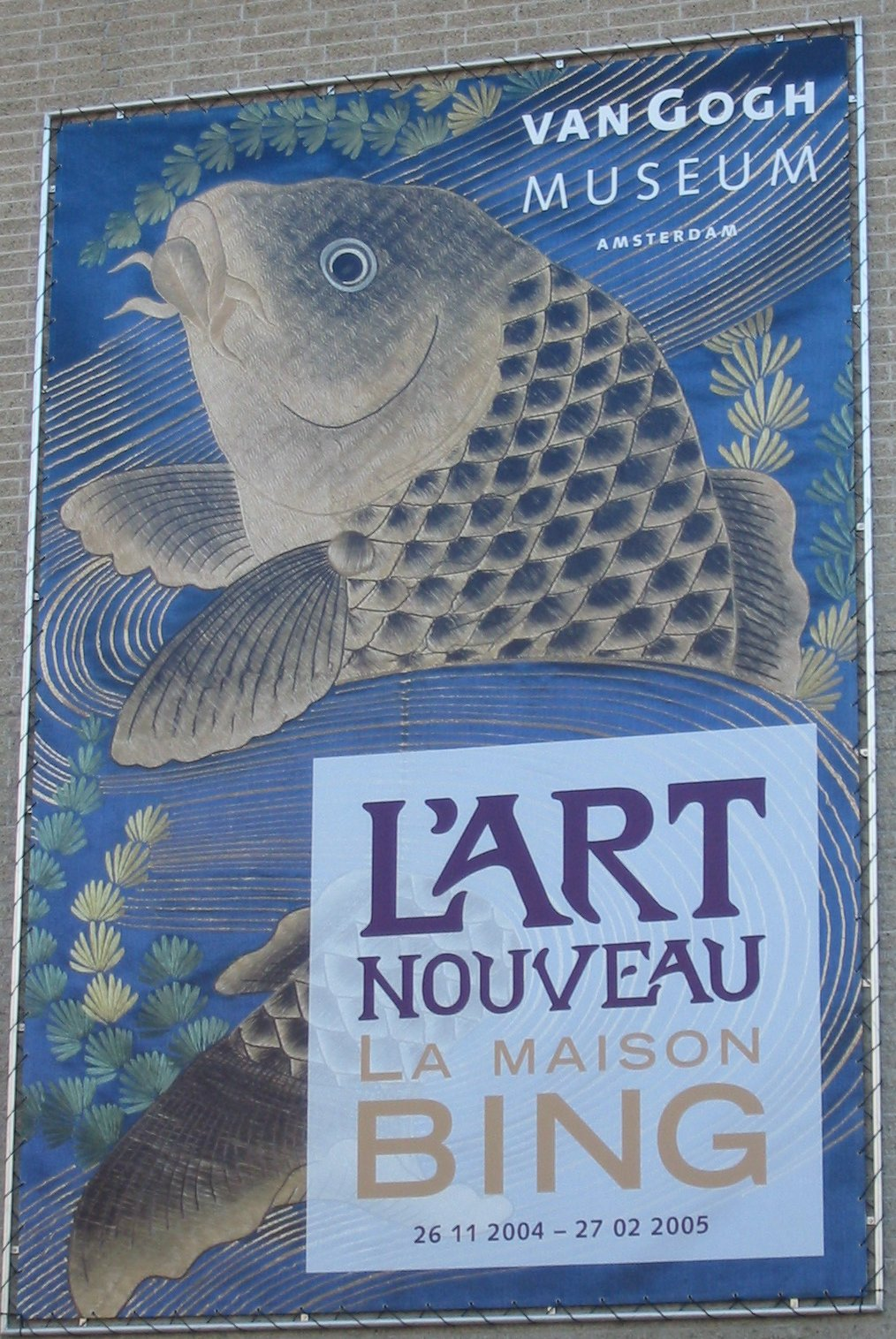
Poster der Ausstellung 2005

Siegfried Bing (außerhalb Deutschlands mehr unter seinem jüdischen Namen Samuel Bing bekannt; * 26. Februar 1838 in Hamburg; † 9. Juni 1905 in Vaucresson, heute Département Hauts-de-Seine, Frankreich) war ein deutsch-französischer Kunstsammler und -händler.

## Leben
Aus einer international tätigen Hamburger Kaufmannsfamilie stammend, war Siegfried Bing einer der bedeutendsten Sammler und Händler von asiatischen Kunstobjekten. Er gilt als Begründer des Japonismus in Europa.
In Paris war er seit 1854 in den Familienunternehmen Bing et Renner, das auch eine Keramikmanufaktur betrieb, und ab 1863 Leuiller fils et Bing tätig, 1876 wurde er in Frankreich eingebürgert. 1868 heiratete er seine Cousine 2. Grades Johanna Bair (1847–1882), deren Bruder Martin Michael Bair 1870 Teilhaber des ersten deutschen Handelshauses in Tokio wurde. Um diese Zeit begeisterte sich Bing auch zunehmend für japanische Kuriositäten und Keramiken, die er durch Leullier fils ab 1875 importierte. Doch erst seine große „Einkaufsreise“ der Jahre 1880 und 1881, die ihn nach Indien, China und Japan führte, und die Errichtung einer Einkaufsniederlassung in Yokohama unter seinem Bruder August Bing (1852–1918) machte ihn zum führenden Importeur ostasiatischer Kunst. Durch die Sicherung der Bezugsquellen hatte er nun Gelegenheit, renommierte Museen in Europa und den USA mit japanischen und chinesischen Kunstgewerbe-Produkten zu beliefern. Von 1888 bis 1891 gab er auch die monatliche Zeitschrift Le Japon artistique: documents d’art et d’industrie heraus.
1894 wurde Bing von der französischen Regierung beauftragt, einen Bericht über den Stand der amerikanischen Kunst zu erstellen (La Culture artistique en Amerique, Paris, 1896). 1895 änderte sich der Schwerpunkt seiner Arbeit. Er gründet in Paris eine Galerie mit den Namen Hôtel de l’Art Nouveau (oder Maison de l’Art nouveau), in der er Werke der belgischen Künstler Henry van de Velde und Georges Lemmen zeigte sowie buntes Glas nach Entwürfen von Edouard Vuillard, Paul Ranson, Pierre Bonnard, Henri-Gabriel Ibels, Felix Vallotton und Toulouse-Lautrec, die von Louis Comfort Tiffany in Amerika ausgeführt worden waren. Die Ausstellung wurde kontrovers diskutiert und von der Presse kritisiert.
In seiner Galerie verkaufte er auch Stoffe und Tapeten von William Morris, Seiden von Liberty & Co. in London und wunderschöne Lampen aus Metall des englischen Arts and Crafts Designers William Arthur Smith Benson. Auch von James McNeill Whistler bot er Gemälde an. Außerdem lieferte er künstlerische Lösungen zur Ästhetisierung von Wohnräumen – heute würde man Innenarchitekt oder Raumausstatter sagen.
Siegfried Bing gründete ca. 1897/99 eigene Werkstätten für die Herstellung von Möbeln und Schmuck. Sie bildeten den Höhepunkt seines Strebens nach einer Neubelebung des französischen Designs mit höchstem Anspruch an Qualität. Die von seinen Künstlern gestalteten Entwürfe stellte er auch anderen Werkstätten zur Verfügung, damit sie in größerer Anzahl produziert werden konnten.
Als Bing 1899 den in seiner Werkstatt hergestellten Schmuck in den Grafton Galleries in London ausstellte, fand dieser jedoch wenig Anklang beim Publikum und in der Presse.
Bei der Pariser Weltausstellung 1900 eröffnete er einen eigenen Pavillon Art Nouveau Bing. Hier konnte er seine Vorstellungen einer breiten Öffentlichkeit zeigen.
Einen Großteil des Nachlasses von Siegfried Bing ließ sein Sohn und einziger Erbe Marcel Bing 1909 versteigern.
Eines der Hauptverdienste von Bing lag darin, dass er Europa und Amerika mit ostasiatischer Kunst bekannt machte und somit das Bild Ostasiens in diesen Ländern entscheidend mitprägte. Er wurde zum Namensgeber für die neue Bewegung der Art Nouveau, die in ihren vielfältigen Strömungen Weltbedeutung erlangen sollte.

## Veröffentlichungen
- Einleitung zum Auktionskatalog Collection Hayashi. Dessins, estampes, libres illustrés du Japon réunis par T. Hayashi ancien commissaire général du Japon à l’exposition universelle de 1900, hier: La Gravure japonaise. Auktion am 2. bis 6. Juni 1902.

## Bings Sammlung Japanischer Kunst
- Artistic Japan: illustrations and essays. Collected by Samuel Bing. Volume IV Publisher: Samston Low, Marston, Searle & Rivington, London, 1800
- Volume V im Internet Archive - online
- Volume VI. – im Internet Archive - online